# Семихатки (Запорожская область)
Семихатки (укр. Семихатки) — село,
Новоданиловский сельский совет,
Акимовский район,
Запорожская область,
Украина.
Население по переписи 2001 года составляло 4 человека .
4 августа 2011 г. сессией Запорожского областного совета было поддержано решение Новоданиловского сельского совета Акимовского района от 04.03.2011 № 23, Акимовского районного совета от 16.06.2011 № 8 об исключении из учетных данных села Семихатки.

## Географическое положение
Село Семихатки находилось на правом берегу реки Большой Утлюк,
выше по течению на расстоянии в 1,5 км расположено село Новоданиловка,
ниже по течению на расстоянии в 6 км расположено село Андреевка.
Рядом проходят автомобильная дорога М-18 (E 105) и
железная дорога, станция Большой Утлюг в 1-м км.